# Nallachius prestoni
Nallachius prestoni är en insektsart som först beskrevs av Robert McLachlan 1880.
Nallachius prestoni ingår i släktet Nallachius och familjen Dilaridae. Inga underarter finns listade i Catalogue of Life.